# Comunidade Hindu de Portugal
A Comunidade Hindu de Portugal é uma Instituição Particular de Solidariedade Social (IPSS) dedicada ao apoio à comunidade hindu residente em Portugal. Tem sede no Templo Radha Krishna, na Alameda Mahatma Gandhi, Lumiar, em Lisboa.

## História da Comunidade Hindu em Portugal (instituição)
A Comunidade Hindu desenvolveu-se em Portugal a partir de 1975, como consequência da descolonização de Moçambique, englobando aproximadamente 9.000 membros e cerca 800 sócios efectivos, residentes nas áreas metropolitanas de Lisboa e Porto e, na sua maioria, oriundos de Moçambique e alguns do Estado de Gujarat pertencentes à Índia Portuguesa.
Antes do começo da sua actividade, em 1976 foi criada uma Comissão Instaladora Ad-Hoc para a criação e organização de eventos culturais, recreativos, religiosos e para manter contactos com as entidades oficiais no sentido de resolver os assuntos que mais afligiam os Hindus.
Fez-se a Escritura Pública da fundação a partir de 14 de Janeiro de 1982, depois de reconhecidos os Estatutos notarialmente e publicados em sede de Diário da República, esta instituição tem vindo a desenvolver um árduo trabalho conjunto no sentido de preservar a sua identidade cultural e religiosa com a finalidade de dignificar os seus associados e simpatizantes, oferecendo-lhes o apoio necessário para uma melhor integração no novo meio sócio-cultural para o qual tiveram de transferir abruptamente as suas vidas.
Fruto desse trabalho árduo e perseverante, a Câmara Municipal de Lisboa na pessoa do então Presidente Engº Krus Abecassis, cedeu, a título provisório, as instalações situados na cave de um grande edifício defronte do Cinema "Novocine", tendo uma área cerca de 1.600m2 além de uma sobreloja cerca de 400m2 em Sapadores, na Rua Frei Manuel do Cenáculo no Alto da Eira, em Lisboa, que, inicialmente foram cedidas por três anos, mas na realidade usufruídas durante cerca de dez anos (1984/94), visto que o Salão de Festas das novas instalações do Paço do Lumiar não estava concluído.

## Festivais religiosos
Um dos mais importantes festivais religiosos dos hindus é o "Navratri". Na Comunidade Hindu de Portugal é comemorado, todos os anos, no Salão das Festas com zelo e imenso entusiasmo por todos os devoto hindus e agora também por parte de alguma população em geral, chegando mesmo a ter uma média diária durante a semana de 600 pessoas, aos fins de semana por volta de 2.000 pessoas por noite, atendendo ser uma data móvel, no calendário hindu de Vikram fixa-se no mês de “Ashvin” (entre os meses de Setembro-Outubro). Navratri literalmente significa “nove noites” auspiciosos. Na verdade, é o culto a Deusa do poder a fim de procurar a sua protecção contra qualquer tipo de ameaça e de possíveis catástrofes que podem destruir a vida pacata das pessoas na Terra. Como ela é a deusa do poder, acredita-se ter o poder de criação, preservação e destruição.
Navratri é separada em três conjuntos de três dias. Estas “danças” são feitos para adorar as diferentes facetas da deusa suprema. Na fase inicial dos três dias, a deusa é invocada como a suprema força poderosa chamada Durga. A Deusa Durga é destinada a toda a cura de todas as contaminações, os males e defeitos. Nos seguintes três dias, ela é adorada como a mãe de riqueza espiritual, a Deusa Lakshmi,ela é a única que é considerada como tendo o poder de tomar banho em seus devotos com as bênçãos de riqueza sem fim. No conjunto final de três dias, a Deusa é adorada como a deusa da sabedoria, Sarasvati. A primeira é responsável pela iluminação espiritual e sucesso total na vida.
Faz parte integrante da cultura Hindu, a execução de danças e peças dramáticas tradicionais, muitas delas baseadas em obras de grandes santos e poetas Hindus, como por exemplo o drama “Shakuntala” do santo poeta Kalidás.

## Rituais fúnebres
Segundo as tradições dos Hindus, os corpos dos falecidos, após o rito das cerimónias fúnebres devem ser cremados e uma parte das cinzas são depois atiradas ao rio/mar, acompanhadas de flores e orações e como, em Portugal não existia a unidade de cremação nos cemitérios, a então Comissão Instaladora Ad-Hoc e as entidades camarárias chegaram a bom porto, tendo a unidade de cremação do Cemitério do Alto de São João sido activada em Setembro de 1985 depois de terem sido feitas obras de beneficiação, sendo actualmente uma das primeiras unidades de cremação do país.

## Projectos e iniciativas
Desde 1986, a Comunidade Hindu de Portugal, no início com o apoio da Cruz Vermelha Portuguesa e depois com o Instituto Português de Sangue, todos os anos comemora o aniversário de Mahatma Gandhi (2 de Outubro) com uma Campanha de Doação de Sangue que se estende aproximadamente por quatro dias.

### Idioma
O principal idioma hindu geralmente utilizado entre os associados e simpatizantes é o Gujarati, língua do Estado de Gujarat. Para manter as tradições, o Gujarati é ensinado em cinco escolas cedidas aos sábados pelas Câmaras Municipais de Lisboa (Areeiro/Chelas/Olaias), Amadora e Loures (Portela e Santo António dos Cavaleiros), e também nas próprias instalações da instituição, sob os auspícios da DREL – Ministério da Educação.

### Associação representativa
Assim, e desde a primeira hora, foi intenção dos membros fundadores da Comunidade Hindu de Portugal constituir uma associação representativa de todos os hindus e em que todos pudessem ser congregados sem quaisquer discriminações.

### Orgãos sociais
A estrutura orgânica dos seus órgãos sociais, Assembleia Geral, Direcção integrando diversos pelouros e “Trusties” (“Patronos” do Templo Radha Krishna) e Conselho Fiscal, é composta por membros eleitos trienalmente, executando as suas tarefas graciosamente e voluntariamente.

### Reconhecimento e Projecto
Em 1987, a Associação foi oficialmente reconhecida pelo Estado Português como uma IPSS (Instituição Particular de Solidariedade Social), de Utilidade Pública e Sem Fins Lucrativos. Na continuação de um esforço, foi adquirida à Câmara Municipal de Lisboa, no Paço do Lumiar, um terreno com área de 8.750 m2 onde se construiu o Complexo Cultural e Social que vai abranger o Templo, Auditório e uma área de Apoio Sócio-Cultural.
O complexo tem cerca de 15.610 m2 e é composto por dois edifícios principais, Templo e Centro Sócio-Cultural e dois Pisos de Estacionamento sob a Zona do Jardim e Fonte Luminosa.
Em princípios de 1989, depois de muito trabalho burocrático foi possível solucionar os diversos problemas que giravam em torno do registo de nomes hindus na Conservatória do Registo Civil. Após diversas diligências, reuniões com altas entidades oficiais ligadas ao assunto e a necessária sensibilização, foi possível desbloquear, através de um despacho emitido pelo Director Geral dos Registos de Notariado, a partir dessa data todos os nubentes nascidos no país têm acesso ao nome hindu desde que os vocábulos escolhidos pelos pais perfaçam os requisitos de estarem adaptados gráfica e foneticamente à língua portuguesa.
No final do ano de 1989, parte do sonho tornou-se realidade, foi lançado a 1ª Pedra do Complexo da Comunidade Hindu de Portugal pelo Presidente da Câmara Municipal de Lisboa, Engº Krus Abecassis e para dar a bênção do terreno o Sacerdote que veio directamente da Índia, Shree Rameshbhai Oza, comprometendo-se a voltar a quando da inauguração do Templo “Radha-Krishna”. Em meados de 1991 iniciaram-se as obras de construção das fundações, tendo sido concluído em 1994 o Salão de Festas, alguma parte de estacionamentos, dos escritórios e lazer. No último trimestre de 1993, precisamente a 2 de Outubro, na data de aniversário de Mahatma Gandhi, coincidindo com mais uma doação de Sangue, na presença do então Presidente da República, Sua Excelência Dr. Mário Soares e do Presidente da Câmara Municipal de Lisboa Dr. Jorge Sampaio, o arruamento em frente do complexo foi dado o nome de Alameda Mahatma Gandhi.

### Desporto
Principalmente nos anos 80 e 90, a juventude da Comunidade Hindu de Portugal através da sua valência de desporto esteve muito activa em prol da criação de torneios de Futebol de Salão, principalmente no Estádio 1.º Maio, em Lisboa, de salientar o intercâmbio com diversas comunidades. Também é possível sublinhar as várias ocasiões de convívio entre as Secções de Bridge da Comunidade Hindu de Lisboa e do Porto. No virar do século, foi activado a Secção de Cricket.

### Média e Comunicação
De forma a realizar uma aculturação na sociedade portuguesa, as várias valências da Comunidade Hindu de Portugal ao longo desse tempo têm vindo a efectuar: workshops, eventos, espectáculos, em parceria com diversas entidades. Também se realizam acções de sensibilização dos rituais, tradições da cultura e religiosidade Hindu nos diversos órgãos de comunicação social, em particular, com alguma continuidade na RTP 2, no Programa "Fé dos Homens", "Caminhos" e recentemente na rádio Antena 1.

### Realojamento
Fazendo jus aos estatutos no item relativo a resolução dos problemas habitacionais das populações, a partir de 1996, por solicitação de alguns habitantes em tempos residentes, principalmente na Quinta: Holandesa, Montanha e da Vitória na zona de Lisboa, em parceria com a Divisão de Urbanismo da Câmara Municipal de Lisboa, procedeu-se ao realojamento de alguns moradores nos empreendimentos municipal das: Olaias, Chelas, Moscavide e Portela.

### Formação profissional
Em Setembro de 1997 iniciou-se a Formação Profissional suportados pela Intervenção Operacional “Integrar” Medida 4 – Minorias Étnicas e Desfavorecidas, apoiados pelo Ministério do Trabalho e da Solidariedade e pelo Fundo Social Europeu – QCA II, acreditados pelo Inofor e sempre norteados pelo desejo de ajudar e melhorar as condições de vida do nosso povo e a dar-lhe mais e melhores conhecimentos e ferramentas para se poderem inserir social e culturalmente, no já tão difícil mercado de trabalho.
Fruto do reconhecimento da qualidade prestada ao nível da formação profissional, em Novembro de 1999 celebramos um Acordo de Cooperação com o I.E.F.P. – Instituto de Emprego e Formação Profissional, abrangendo o período a partir de 2000 até a actualidade, e visando uma melhor Integração das Minorias Étnicas e Desfavorecidas nesta Aldeia Global em que vivemos.

## Inauguração do Templo
Graças a uma parte de apoio em forma de subsídio concedido pelo Estado Português – DGOT, donativos de associados e simpatizantes, o Templo “Radha-Krishna” foi inaugurado oficialmente a 4 de Novembro de 1998 por sua Excelência o Senhor Presidente da República, Dr. Jorge Sampaio, e como o prometido é devido aquando do Lançamento da 1.ª Pedra em 1989, o Sacerdote Shree Rameshbhai Oza marcou a sua presença patrocinando antecipadamente com um evento religioso de “acreditação” das estatuetas que se iriam fixar no templo, sendo acompanhado pelo seu ex. aluno e a partir dessa altura seria o Ministro de Culto residente Shree Ramniklal Dave, pelo Teólogo Muniji, bem como pela Indira Betiji e Dev Prasad Bapu, entre outros. O Templo tem vindo a receber visitas constantes de várias escolas, particulares e instituições representadas, muitos estudantes universitários e investigadores têm feito da Comunidade Hindu em Portugal um “case study” para as suas teses de dissertação de mestrado e mesmo doutoramento. Convém salientar, temos junto ao complexo um jardim público em que se encontra exposta uma estátua de corpo inteiro da Grande Alma da Índia, Mahatma Gandhi e da sua mulher Kasturbai, na época era considerada única no mundo inteiro, só sendo possível com a ajuda firme de uma instituição financeira e de diversos mecenas anónimos.

### Palestras
Em 2000 esteve presente a sua Eminência Pujya Pramukh Swami Maharaj, sucessor do “Bhagwan Swaminarayan”, Líder Espiritual do BAPS – “Bochasanwasi Shri Akshar Purushottam Swaminarayan Sanstha”. Depois de algumas palestras no Templo “Radha-Krishna”, teve o ensejo de inaugurar a Fonte Luminosa, conjugando o movimento das águas com luzes e sons, diz-se na arte e sabedoria oriental do Feng Shui que trás bons fluxos de energia positiva e prosperidade, oxalá seja verdade!

### A web
Desde Abril de 2002, no sítio oficial a Comunidade Hindu de Portugal entra na plataforma das novas tecnologias, sendo uma das primeiras instituições de cariz religioso, fruto de esforços de alguns colaboradores, associados e simpatizantes, executando as suas tarefas graciosamente e por mera carolice.

### Eventos religiosos
Em pleno Verão de 2002, precisamente em Agosto, realizou-se no jardim público ao lado do complexo o evento “Ram Katha” com a presença do Teólogo Shree Morari Babu que conjuntamente com Muniji, recitaram o “Ramayan”. Durante quase uma semana, verificou-se uma média diária de 4.000 assistências nacionais e estrangeiras. O evento foi encerrado com a presença do então Presidente da Câmara Municipal de Lisboa Dr. Pedro Santana Lopes que, através de um “compromisso firme”, prometeu toda a ajuda nas obras de construção e acabamento do Auditório e Centro Sócio-Cultural.

### UNIVA – Unidade de Inserção na Vida Activa
Imbuída no espírito altruísta, na ajuda das pessoas, a Comunidade Hindu de Portugal em 2003 apresentou candidatura a uma UNIVA – Unidade de Inserção na Vida Activa do I.E.F.P.. No final desse ano uma animadora (psicóloga) orientou vários formandos que entretanto saíam dos diversos ciclos formativos do Centro de Formação, na prossecução de aconselhamento de alternativas de emprego, fazendo a ponte entre pós-formação no mercado de trabalho. A pedido do Cento de Emprego de Benfica do I.E.F.P., chegou-se mesmo a descentralizar algumas tarefas adstritas ao mesmo, como: apresentação quinzenal dos desempregados relativos ao meio envolvente da Junta de Freguesia do Lumiar, a que a Comunidade Hindu de Portugal se insere, ajuda na criação de curriculum vitae, criação do próprio emprego, apresentação numa entrevista, etc.

### Cantina
Em Agosto 2006 foi inaugurada a Cantina, onde a Comunidade Hindu de Portugal fez um pequeno grande esforço em trazer os paladares do Oriente para o Ocidente em termos de confecção da gastronomia vegetariana indiana, para os associados e colaboradores. Ao longo desse tempo de vivência tem mostrado grande adesão, sendo mesmo considerado mais um núcleo de convívio e de encontro de famílias.

### Auditório
Ainda em plena fase de acabamentos do Auditório, em Agosto de 2007 ocorreu o evento “Shreemad Bhagvat Gyan Yagna Khata”, uma palestra pelo Teólogo Shree Bhupendra Pandya, sempre com assídua adesão dos devotos.

### Dança clássica
Em meados de 2009, foi convidada uma professora de dança oriental “Kathak” directamente da Índia com o propósito de avivar a valência da cultura no seio da Comunidade Hindu de Portugal, com o ensejo de apetrechar melhor os jovens.

### Eventos em auditório
Em Agosto de 2010 lançou-se um desafio, aceite pelo Ministro de Culto residente, Shree Niteshkumar M. Trivedi, de executar em pleno Auditório uma palestra “Shreemad Bhagvat Saptah” em referência aos nossos entes falecidos.
Aproveitando ainda a decoração existente do evento anterior, aqui e acolá com alguns melhoramentos e adaptações, pela primeira vez, o evento do ano novo hindu “Dipawali Show” decorreu no Auditório em meados de Novembro de 2010, fruto da cooperação da secção do “Maruti Mandal” da Comunidade Hindu de Portugal, o que a todos, mais uma vez nos fez crer da utilidade, que haja uma maior celeridade na feitura e acabamento desse equipamento.

### INOV-SOCIAL
Ainda antes de terminar o ano de 2010, a Comunidade Hindu de Portugal apresentou candidaturas aos estágios do “INOV-SOCIAL”, co-financiados pelo I.E.F.P. e C.H.P., sendo diferidos em 2011, duas estagiárias a trabalharem nas tarefas contratadas, um significativo investimento, rejuvenescimento nos quadros e nas novas gerações.

### Estado actual do complexo
A última fase do Projecto engloba o Auditório (em fase adiantada de acabamento) e o Centro Sócio-Cultural, este compreendera uma Escola de Gujarati, Infantário, Lar de Idosos, Biblioteca, Posto Médico, Restaurante Vegetariano, Área Reservada a Visitas, Oficinas de Trabalhos Manuais, Salas de Música, Salas de Jogos, Sala de Exibições e Exposições, Mediateca, etc.

### Ligações Externas
- Comunidade Hindu Portugal
- Fórum Inovação Juventude Comunidade Hindu de Portugal